# Саид Бурятский
Саи́д Абу́-Саа́д аль-Буръяти (араб. سعيد أبو سعد البورياتي‎, известен как Саи́д Буря́тский; имя при рождении — Алекса́ндр Алекса́ндрович Тихоми́ров; 10 февраля 1982, Улан-Удэ, Бурятская АССР, РСФСР, СССР — 2 марта 2010, Экажево, Ингушетия, Россия) — один из главных и известных идеологов северокавказского вооружённого подполья, участник сепаратистских джихадистских групп Имарата Кавказ, салафитский проповедник. Один из организаторов ряда громких терактов на территории России в 2009 году, в том числе покушения на президента Ингушетии Евкурова, взрыва в Назрани и крушении «Невского экспресса».
Родился в этнически смешанной семье в Бурятии, в подростковом возрасте принял ислам, после чего получал исламское образование в городах России, Египте и Кувейте. Занимался проповедничеством в странах СНГ, выпускал видео-лекции в интернете, работал переводчиком с арабского в исламском издательстве. В 2008 году после приглашения присоединился к джихаду на Северном Кавказе, вступив в организацию Имарат Кавказ, отличился как один из самых эффективных ораторов Имарата, занимался подготовкой терактов и возглавлял группу Риядус-Салихин. Прославился как «моджахед-интернационалист» и «исламский Че Гевара». В 2010 году убит в ходе КТО силовиков в Ингушетии.

## Биография

### Становление
Александр Александрович Тихомиров родился 10 февраля 1982 года в городе Улан-Удэ Бурятской АССР. Отец, бурят по национальности, умер после рождения сына, когда тому не было и года. Мать — русская, бабушка по отцу — казашка. Мать после смерти мужа вышла замуж за чеченца.
Согласно некоторым биографиям Бурятского, опубликованным в интернете, в подростковом возрасте учился в буддийском дацане, но, как пишет документалист Фальковский, это является вымыслом и учился он в обычной школе. Школьные учителя хорошо отзывались о Тихомирове.
Проводил много времени за чтением, в основном, исторической и философской литературы. По словам его матери, будучи школьником, он уже обладал глубокими познаниями в литературе и истории, регулярно пользовался общественными библиотеками. Принял ислам в 17 лет после прочтения русскоязычного перевода Корана. За два года до Александра ислам приняла его мать. Ближайшая мечеть находилась в Иркутске, имам этой мечети, удивившись парню из Бурятии, дал ему направление на учёбу в Московский исламский университет, где Тихомиров проучился 2 года. Продолжил обучение в Бугуруслане в суннитском медресе Аль Фуркан, которым руководили преподаватели из Медины.
По окончании медресе поехал изучать ислам в Египет. Три года проходил обучение в марказе «Аль-Фаджр» и университете «Аль-Азхар», который он не сумел окончить из-за проблем российских студентов с египетскими спецслужбами. Посещал лекции шейха Махмуда аль-Мисри и шейха Мухаммада аль-Юсри, а также учился у известного проповедника Мухаммада аль-Хасана. По описанию сайта «Гураба», «среди студентов того времени известен своей искренностью к религии и постоянным чтением исламских книг. Знал наизусть „40 хадисов“ Навави с шархом, „Акида ат-Тахави“, „Умдат аль-Ахкам“». По утверждению Генпрокуратуры РФ, он проходил длительную подготовку в Саудовской Аравии.
С 2002 года стал записывать лекции на религиозные темы, которые быстро распространялись в среде исламской молодёжи. Среди наиболее известных его лекций — циклы «Праведные предшественники», «Путешествие в вечную жизнь», «Талбис Иблис» (с араб. — «Покрывало сатаны»), «100 историй гибели несправедливых» и другие. Также занимался переводом с арабского на русский язык религиозных документальных фильмов («Преступления шиитов на протяжении веков», «Описание молитвы Пророка»).
В 2003 году вернулся в Россию, работал и учился в Москве. В 2004 году прошёл четырёхмесячную стажировку для изучения арабского языка в Кувейте. Проводил проповеди в Московской соборной мечети, работал в издательстве «Умма» переводчиком с арабского, в этот период женился.
Ездил по странам СНГ с салафитскими проповедями. Значительную часть деятельности Саида Бурятского до ухода в подполье составляла критика различных исламских течений — шиизма, суфизма и прочих. В обобщённой форме сведения о существующих 73-х течениях в исламе Саид Бурятский изложил в своих лекциях по книге Абу-ль-Фараджа ибн аль-Джаузи «Талбис Иблис». В 2007 году совершил хадж, где записал цикл лекций «Священная Мекка».

### В подполье
В 2008 году получил письмо от Муханнада — заместителя амира Имарата Кавказ Доку Умарова — с приглашением присоединиться к северо-кавказскому джихаду. Саид Бурятский принял предложение. Приехав туда в мае, вооружённый Саид в военной форме записал видеообращение, стоя вместе с Доку и Супьяном Абдуллаевым. Это обращение, по словам Гейдара Джемаля, «несомненно является знаковым событием в истории политико-информационной борьбы мусульман Кавказа против федерального центра», событие олицетворило интернационализацию джихада и дало качественно иной импульс движению.
После провозглашения Имарата Кавказ отпали все сомнения. У нас один амир и одно государство. И прямая обязанность каждого мусульманина сегодня выйти на Джихад и помогать Джихаду словом и имуществомСаид Бурятский
Объявил себя новым лидером группировки Риядус-Салихин. Летом 2009 года участвовал в организации покушения на президента Ингушетии Юнус-Бека Евкурова. По утверждению Рамзана Кадырова, именно Бурятский готовил смертника, который подорвал бомбу на Театральной площади в Грозном 26 июля 2009 года, когда у входа в театр, куда на спектакль должен был прибыть Кадыров, произошёл взрыв, убивший четырёх высокопоставленных милиционеров, однако Рамзана Кадырова среди них не оказалось, так как он опоздал. После этого Кадыров объявил на Саида «охоту», что вылилось в то, что 30 июля чеченские милиционеры застрелили на дороге азиата, показавшегося им подозрительным, но застреленным оказался не Бурятский, а милиционер из Якутии, с ним в машине погиб и коллега из Тюмени. МВД ЧР 30 июля 2009 года в отношении Александра Тихомирова было возбуждено уголовное дело по признакам преступления, предусмотренного частью 2 статьи 208 УК РФ: «участие в вооружённом формировании, не предусмотренном федеральным законом». Основанием для начала проверки перед возбуждением дела стали видеозаписи и фотографии, на которых Тихомиров появлялся с боевиками и которые были размещены в Интернете.
Бывший начальник разведки российского батальона «Восток» Хамзат Гайрбеков говорил: «Тихомиров был одной из самых опасных фигур в руководстве эмирата Кавказа — он отвечал за подготовку шахидов-смертников и руководил сетью диверсионных школ». Саид Бурятский не отрицал своей причастности к таким атакам, но, по его словам, его помощь заключалась в приготовлении «поясов смертника», нарезке арматуры для создания осколочного поражения и тому подобном.

По данным российских силовиков, он причастен также к теракту в Назрани, случившегося в августе того же года. В конце августа 2009 года на сайте «Хунафа» — информационном ресурсе ингушского вооружённого подполья — появилось сообщение, что за рулём заминированного автомобиля «ГАЗель», который утром 17 августа 2009 года протаранил ворота ГОВД города Назрань и осуществил подрыв здания, находился лично Саид Бурятский. Вскоре эту информацию опровергнуло командование ингушского подполья, а затем и сам Саид.
Саид Бурятский взял на себя ответственность за подрыв поезда «Невский экспресс» в ноябре.
Бурятский был центральной личностью во многих западных и российских отчётах о движении джихада на Северном Кавказе, в основном на тему безопасности. Среди российской салафитской аудитории Саид популярен, но известности и идеологического признания за рубежом у него не было.

### Смерть
4 марта 2010 года появились сообщения российских силовых структур, что в ходе контртеррористической операции в Назрановском районе Ингушетии близ села Экажево был убит Саид Бурятский. Рано утром 2 марта силовики блокировали село Экажево и арестовали 15 местных жителей. Вскоре начался штурм нескольких домов, где укрывалась группа Саида Бурятского. В результате штурма силовики потеряли 1 человека убитым и ликвидировали 8 человек. На месте столкновения был обнаружен сильно обгоревший труп, у которого почти отсутствовала голова и при котором был найден паспорт на имя Александра Тихомирова. Судебная экспертиза в Ростове-на-Дону подтвердила, что это труп Бурятского. РИА «Новости» со ссылкой на высокопоставленный источник в Северо-Кавказском федеральном округе сообщило, что труп Тихомирова будет закопан в безымянной могиле, что связано с практикой не выдавать тела террористов родственникам.
6 марта 2010 года глава ФСБ России Александр Бортников доложил президенту РФ Медведеву о том, что Саид Бурятский и четыре брата Картоевы убиты, а также арестованы ещё 10 человек, причастных к взрыву «Невского экспресса». Бортников сказал, что «были проведены генетические экспертизы бандитов на причастность к подрыву поезда „Невский экспресс“, совершенному в ноябре прошлого года. Все эти материалы дают основание считать, что именно они принимали участие в этом преступлении». По его словам, на месте проведения спецоперации обнаружены вещественные доказательства, которые имеют непосредственное отношение к подрыву поезда. Кроме того, были найдены компоненты взрывных устройств, «идентичные тем, которые применялись при подрыве поезда „Невский экспресс“ в 2007 году».
Как сообщил ЦОС ФСБ, «в одном из домовладений (в Экажево) обнаружена подпольная мастерская, использовавшаяся бандитами для изготовления самодельных взрывных устройств». «В ходе её осмотра найдены вещественные доказательства, свидетельствующие о причастности бандгруппы Т. Картоева к подрыву „Невского экспресса“ в 2009 году, а также технические средства, идентичные изъятым с места аналогичного теракта в Тверской области в 2007 году».
Рамзан Кадыров выразил удовлетворение ликвидацией Тихомирова, отметив, что эта же участь ждёт Докку Умарова. Кадыров также назвал Тихомирова бандитом, работавшим на западные спецслужбы. По версии Вадима Речкалова: «Замучившись бегать по горам, голодать и мёрзнуть, Саид Бурятский припёрся к своим старым дружкам Картоевым и с их домашнего телефона позвонил мамке в Улан-Удэ. Соскучился. А телефон мамки, понятное дело, стоял на прослушке». Хотя в действительности его семья уехала за границу после присоединения Бурятского к подполью.

## Оценки
- Американский политолог Гордон Хан считал Бурятского самым эффективным пропагандистом Имарата Кавказ[32]. Социолог Данис Гараев называет его наиболее выдающимся оратором Имарата[33].
- Присоединение Тихомирова к вооружённому подполью вызвало неоднозначную реакцию в среде русскоязычных мусульман. Публицист Гейдар Джемаль, симпатизировавший северокавказскому подполью[34][35], назвал Тихомирова «символом нового поколения в эпопее кавказской борьбы», подчеркнув, что «мы и раньше видели проповедников (носителей да’вата), принадлежащих к различным этническим группам. Видели аварцев, лакцев, карачаевцев, черкесов, арабов… Но все эти достойные люди были либо представителями кавказского ареала, либо, по крайней мере, принадлежали к тому или иному традиционно мусульманскому народу. В данном случае впервые от имени Имарата Кавказ выступает как идеолог, как авторитетный представитель человек евразийского происхождения, в жилах которого течёт русская и бурятская кровь»[13].
- Журналистка «Эха Москвы», Юлия Латынина сказала про Бурятского: «Такой бурятский Че Гевара, моджахед-интернационалист…»[36]. После смерти Саида среди части российской молодёжи наблюдалась героизация Саида, о чём писали некоторые немусульманские журналисты, бывший работник РПЦ Владимир Голышев в статье «Человек с рюкзаком: Саид Бурятский — как живое отрицание духа нулевых» пишет о нём как о искреннем и настоящем мученике и борце с постмодернистской реальностью, на которого могли равняться и немусульманские интеллектуалы[37].
- Рамзан Кадыров, оценивая призывы Тихомирова, сказал: «Это говорит человек, который не имеет понятия об исламе. Его слушают Докку Умаров и ему подобные бандиты. Эти люди призывают чеченцев ненавидеть свою историю, традиции, культуру»[38].

## Взгляды
Интересовался понятием Гумилёва о пассионарности — этногенезной теории об общем устремлении этноса для достижения главной цели, ради которой люди были готовы на великие свершения. Бурятский отмечал в статье «Истишхад: между правдой и ложью», что «главное не это, а то, что вершиной пассионарного пика под условным обозначением Р6 на схеме Гумилев поставил именно самопожертвование, жертвенность для достижения поставленной задачи». Этим он объяснял стремление мусульманина-моджахеда стать шахидом. Отвергал распространяемые версии о том, что шахиды умирают под влиянием внушения или психотропных препаратов. Он также проводил параллель: приговорённый к смертной казни или другой человек, знающий о своей скорой смерти, испытывает ужас, из-за чего крайне сильно потеет даже в холодном помещении, с другой стороны — Бурятский рассказывает о своём опыте общения с моджахедами, которые шли на смерть: он ожидал увидеть тот же эффект, но «был обрадован тем, что он ничего не чувствовал, кроме спокойствия, так как шёл на встречу с Аллахом, и тогда я понял, насколько сильно отличается верующий от кафира в момент смерти. Тот брат, который сел в машину и отправился на Евкурова, был спокоен как всегда, и взгляд, полный решимости, подтверждал это. Здесь не было ни дрожания, ни трясущихся ног, ни сухости во рту, ни бледности, ни ручьёв пота».
Саид не претендовал на звание алима или того, кто имеет право выносить фетвы, считая себя не более чем общественным мусульманским интеллектуалом, использующим эрудицию в гуманитарных науках для оправдания джихадистского движения.